# モバMAN
『モバMAN』（モバマン）は、小学館が配信するウェブコミックレーベル。

## 概要
携帯コミック配信を行うメニューサイト『コミック小学館ブックス』内に、雑誌掲載を前提としない書き下ろしのウェブコミックを発信するレーベルとして2008年7月18日に開設された。

第一話は基本的に無料であるが2話以降は有料で、コミック小学館サイトで課金購入したポイント(100P=100円単位)から精算される。コミックシーモアなどセルシスのプラットフォームを使う外部の携帯コミックサイトにもコンテンツが供給されており、そのサイトから購入することもできる。
ターゲットは主に高校生〜20代の男性（青少年）であり、中心となる登場人物を高校生から20歳代前半までの年齢層に据えて、パンチラなどのお色気や軽めの性描写、ミステリー・ハーレムものなどの作品が小学館としては異彩な程に多いのが特徴になっている。女性向けとしてモバMAN LADIES、mobaman-Fがある
連載が終了した場合も掲載（配信）は続けられる。また、「セルシスComicStudioマンガコンテスト」、「DreamTribe月例コンテスト」受賞作も掲載されている。
単行本化される場合は『ビッグコミックス モバMAN』レーベルで発売される。
展開初期は携帯電話向けであったが、現在はタブレットとパソコンに対応している。

2023年現在は小学館漫画配信サイト「デジコレ」内のレーベルになっている。

## 掲載作品
- EROSサバイバル（赤坂一夫）
- 俺とねこにゃん（唐沢なをき）2008年7月18日 -
- 激烈バカX（斉藤富士夫）
- 処女霊（もりた毬太）
- 天使メール（村川和宏） 2008年-
- 羽鳥学生、前へ!〜防衛大学校物語〜（原作：喜国雅彦、作画：国樹由香）
- プリンセスばんぱいあ（蜂文太）
- ぶれいどぷれい（瀬田青丸）
- モーターガール（ラーラ）
- 桃色兵姫スピン（十神真）2009年7月17日 -
- よとぎばなし（松浦聡彦） 2011年8月5日 -
- リーマン教師 THE MOBILE（ムロ・ゾノフスキー）
- ふだじょ!〜乙女召喚脱衣大戦〜（十神真）2011年11月18日 -

### 完結作品
- 一票よろしく（横山裕二）2009年 -
- 学園カゲキ!（原作：山川進、作画：十神真）2008年7月18日 - 2008年12月5日
- 純と愛（原作：倉科遼、作画：岸みきお）2008年7月18日 - 2009年6月5日
- 東京お侍ランド（ほりのぶゆき）2008年7月18日 - 2015年4月3日
- 恋蝮〜めめの切ナイ恋話〜（佐藤周一郎）
- 大江戸!!あん♥プラグド（稲光伸二）2008年9月5日 -
- 駅恋（原秀則）2008年12月5日 -
- 女囚霊（加藤山羊）
- 17歳（清水洋三）2009年1月2日 - 2011年3月4日
- じゅくじゅく（水口尚樹）2009年1月16日 -
- ノ・ゾ・キ・ア・ナ（本名ワコウ）2009年1月23日 - 2013年2月1日
- 溺れる花火（峰浪りょう）2009年2月13日 -
- Say You〜声優・この想い、あなたに届けたい〜（原作：倉科遼、作画：大谷じろう）2009年3月20日 - 2010年
- まちゅろわぬもの。（木根ヲサム）2009年4月3日 - 2010年3月5日
- ANRI THE BLOOD（秋重学）2009年5月1日 -
- ヌードファイター柚希（爲永ゆう）2009年9月25日 - 2012年
- caress〜愛撫〜（山田たけひこ）
- 世界の終わり（すぎさき瑛梨）2010年1月xx日 -
- ヒメゴト〜十九歳の制服〜（峰浪りょう）2010年7月30日 - 2014年11月7日
- セクハラっ!（立花えり）
- ティワワ兄貴（寅右ェ衛門）
- でかプリ!（光永康則、原作協力：勝見太郎）
- JESUS 砂塵航路（原作：七月鏡一、作画：藤原芳秀）2009年2月20日 - 2012年
- BUGS LAND（原作：七月鏡一、作画：藤原芳秀）
- 原宿★たけのこ交番（松浦聡彦）
- 日の当たる場所（もりた毬太）
- まつろはぬもの〜鬼の渡る古道〜（原作：恒川光太郎、作画：木根ヲサム）2008年9月5日 - 2009年2月20日 ※週刊ヤングサンデーより移籍
- 美晴ライジング（大谷じろう） ※週刊ヤングサンデーより移籍
- MAIL・呪信中……（原作：枠河さかさ、作画：吉祥寺笑）
- 横須賀市走水一丁目 空、高し（原作：喜国雅彦、作画：国樹由香）
- ラブマウンテン（藤那トムオ）
- リーマン教師 THE REVIVAL（ムロ・ゾノフスキー）
- 隣人バリュー（本名ワコウ）
- 都立水商!2（原作：室積光、作画：猪熊しのぶ）2011年７月１５日 - 2018年４月６日
- 快感うなばら亭（内野文吾）
- B・L・T（山田ハチ）
- キレイ×ドレイ（青木健生＋武喜仁）
- エレクトボーイの憂鬱〜暴走妄想白書〜（椎葉高敏）
- 囚ワレノ薔薇（上田俊衣）
- デビルエプロン（佐藤周一郎）
- ヤリへん（カレー沢薫）

### 読切作品
- ANNA-アンナ-（宮崎摩耶）
- パーミスト・クイーン〜ツクヨミと鏡〜（岸みきお）

### セルシスComicStudioマンガコンテスト受賞作
※ 全て読切作品
- さかなの好きなネコ（なかよし） - セルシス賞受賞作。
- EMPRESS（末吉真琴） - 小学館デジタルコミック賞受賞作。
- にゃこりさん（雫） - 小学館デジタルコミック賞受賞作。
- 星（nana） - 小学館デジタルコミック賞受賞作。
- ブルドック兄貴（寅右ェ衛門） - セルシス賞受賞作。
- タイガードラゴンドリーム（ピンチ） - セルシス賞受賞作。
- 規格外ドッカーン（うだ） - 小学館デジタルコミック賞受賞作。
- 河童と一緒（雫） - 優秀賞受賞作。

### DreamTribe月例コンテスト受賞作
※ 全て読切作品
- ありがとう、オフロさん（寺田創）
- 円空十二万体仏（ひろさわ）
- 走れスポーツマン（岸川タタダシ）
- すと☆れぽ～A美ちゃんの場合～（緋衣響一）